# Antirrhea philaretes
Antirrhea philaretes är en fjärilsart som beskrevs av Felder 1862. Antirrhea philaretes ingår i släktet Antirrhea och familjen praktfjärilar. Inga underarter finns listade i Catalogue of Life.